# Govern regional en el Perú
En la política del Perú, el govern a nivell regional (sic) és la conducció de la gestió pública que es fa en cadascuna de les regions i departaments del país. Aquesta funció es porta a terme en cadascuna d'aquestes circumscripcions pel seu respectiu Govern Regional, persona jurídica de dret públic amb autonomia política, econòmica i administrativa en els assumptes de la seua competència.
Aquest nivell de govern va ser introduït a la legislació peruana amb l'entrada en vigor de la Constitució del 79, però va iniciar la seua activació en la forma que en l'actualitat té a partir dels anys 2000, en modificar-se la constitució per a afegir-la. En el procés que es contempla en ella i en l'ordre jurídic peruà, tots els departaments del país han d'integrar-se per a conformar regions mitjançant referèndum] fins que la totalitat del territori es trobe regionalitzat, excepte la Província Constitucional del Callao i la Província de Lima, territori últim el qual compte amb autonomia regional per ser la seu de la cabdal, Lima, puix que la Municipalitat té tant funcions de Govern Regional com de Municialitat Provincial.